# Odra 1013

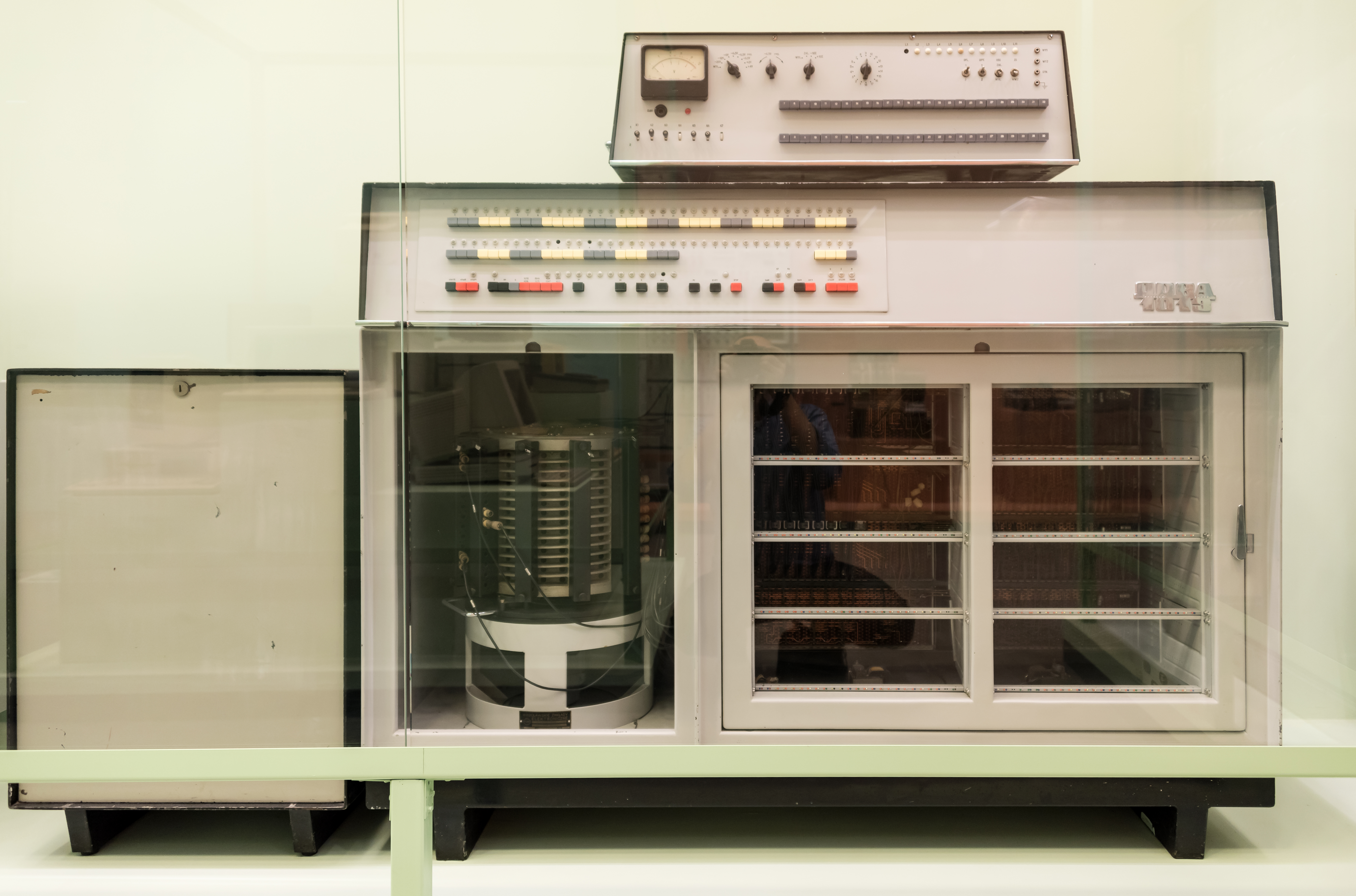
Odra 1013 в Национальном музее техники в Варшаве

Odra 1013 — транзисторный компьютер второго поколения, сконструированный и выпускавшийся заводом электронного оборудования Elwro в 1966—1967 годах. Был предназначен для решения научно-технических задач и управления технологическими процессами. Представляет собой результат дальнейшего развития компьютера Odra 1003, обладающий не только барабанной памятью, но и ферритовой памятью (объём 256 машинных слов); производительность Odra 1013 составляла около 1000 операций/с (против 800 операций/с по сравнению с Odra 1003). Сохранившийся экземпляр находится в Национальном музее техники в Варшаве.
Производительность модели Odra 1013 была в два раза больше, чем у предшественницы Odra 1003. В свою очередь, преемником Odra 1013 стал компьютер Odra 1103.

## Характеристики

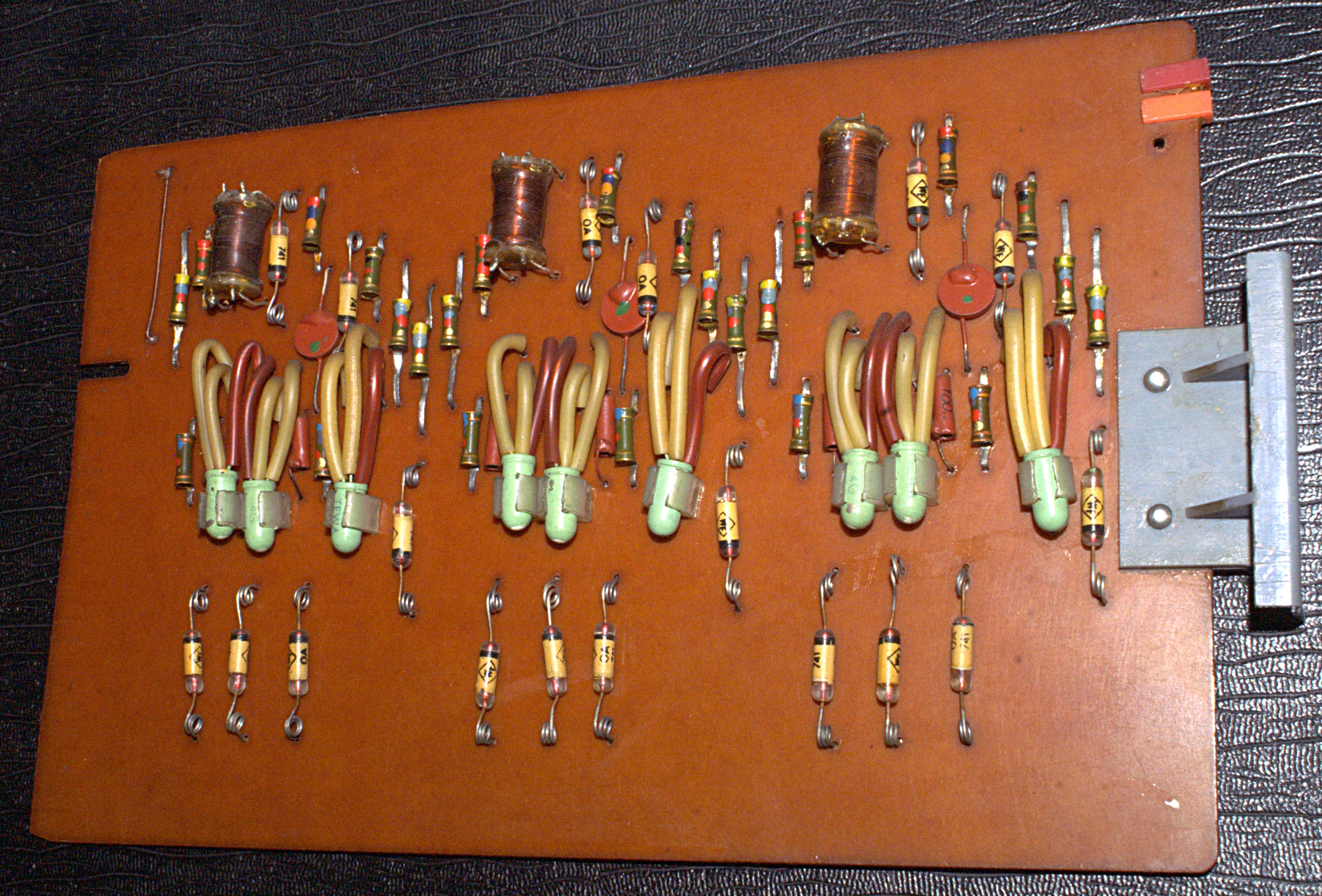
Печатная плата компьютера Odra 1003, использовавшаяся также в компьютерах Odra 1013 и Odra 1103

- Тип: последовательный компьютер второго поколения[пол.], созданный на германиевых сплавных транзисторах польского производства
- Структура:
  - Адресный компьютер 1+1
  - Двоичная система счисления
  - Длина машинного слова: 39 бит
- Поддерживаемые языки программирования: JAS[пол.], MOST 1[пол.]
- Внутренняя память: магнитная, объём 256 машинных слов[1]
- Внешняя память: барабанная[1], объём 8192 машинных слова
- Устройства ввода-вывода:
  - Устройство для чтения перфоленты
  - Перфоратор
- Производительность: 1000 операций в секунду[1]
- Питание: 3 × 380 В, 50 Гц, 700 В·А
- Размеры: 640 × 1300 × 1600 мм[3]
- Масса: 450 кг[4]
- Технология: германиевые сплавные транзисторы[пол.] (TG2[пол.], TG70[пол.]) и точечные германиевые диоды[пол.], пакеты на односторонней печатной плате с краевым разъёмом 126,4 × 205 мм с 32-контактным торцевым разъёмом
- Стоимость 1 млн. операций: 24 злотых (по ценам 1976 rода), 10 злотых (2017 год, с учётом инфляции)

## Производство
- 1965: прототип[5][6]
- 1966: 42 экземпляра
- 1967: 42 экземпляра

Прототип был завершён в середине июня 1965 года, спустя несколько недель после закрытия одной из выставок компьютерной техники.
Было выпущено всего 84 экземпляра, из которых 53 поставлены на экспорт.